# Episodi de Il dottor Kildare (terza stagione)
La terza stagione della serie televisiva Il dottor Kildare è stata trasmessa in anteprima negli Stati Uniti d'America dalla NBC tra il 26 settembre 1963 e il 21 maggio 1964.
| nº | Titolo originale                                    | Titolo italiano | Prima TV USA      | Prima TV Italia |
| -- | --------------------------------------------------- | --------------- | ----------------- | --------------- |
| 1  | Whoever Heard of a Two-Headed Doll?                 |                 | 26 settembre 1963 |                 |
| 2  | The Good Samaritan                                  |                 | 3 ottobre 1963    |                 |
| 3  | If You Can't Believe the Truth...                   |                 | 10 ottobre 1963   |                 |
| 4  | The Heart, an Imperfect Machine                     |                 | 17 ottobre 1963   |                 |
| 5  | A Game for Three                                    |                 | 24 ottobre 1963   |                 |
| 6  | The Exploiters                                      |                 | 31 ottobre 1963   |                 |
| 7  | One Clear, Bright Thursday Morning                  |                 | 7 novembre 1963   |                 |
| 8  | The Eleventh Commandment                            |                 | 14 novembre 1963  |                 |
| 9  | Four Feet in the Morning                            |                 | 21 novembre 1963  |                 |
| 10 | The Pack Rat and the Prima Donna                    |                 | 28 novembre 1963  |                 |
| 11 | The Backslider                                      |                 | 5 dicembre 1963   |                 |
| 12 | Charlie Wade Makes Lots of Shade                    |                 | 12 dicembre 1963  |                 |
| 13 | The Oracle                                          |                 | 19 dicembre 1963  |                 |
| 14 | A Vote of Confidence                                |                 | 26 dicembre 1963  |                 |
| 15 | A Willing Suspension of Disbelief                   |                 | 9 gennaio 1964    |                 |
| 16 | Tyger, Tyger (Part 1)                               |                 | 16 gennaio 1964   |                 |
| 17 | Tyger, Tyger (Part 2)                               |                 | 23 gennaio 1964   |                 |
| 18 | Never Too Old for the Circus                        |                 | 30 gennaio 1964   |                 |
| 19 | Onions, Garlic and Flowers That Bloom in the Spring |                 | 6 febbraio 1964   |                 |
| 20 | To Walk in Grace                                    |                 | 13 febbraio 1964  |                 |
| 21 | Goodbye, Mr. Jersey                                 |                 | 20 febbraio 1964  |                 |
| 22 | Why Won't Anybody Listen?                           |                 | 27 febbraio 1964  |                 |
| 23 | The Child Between                                   |                 | 5 marzo 1964      |                 |
| 24 | A Hundred Million Tomorrows                         |                 | 12 marzo 1964     |                 |
| 25 | Tomorrow Is a Fickle Girl                           |                 | 19 marzo 1964     |                 |
| 26 | Quid Pro Quo                                        |                 | 26 marzo 1964     |                 |
| 27 | A Day to Remember                                   |                 | 2 aprile 1964     |                 |
| 28 | An Ungodly Act                                      |                 | 9 aprile 1964     |                 |
| 29 | A Nickel's Worth of Prayer                          |                 | 16 aprile 1964    |                 |
| 30 | Night of the Beast                                  |                 | 23 aprile 1964    |                 |
| 31 | The Middle of Ernie Mann                            |                 | 30 aprile 1964    |                 |
| 32 | A Sense of Tempo                                    |                 | 7 maggio 1964     |                 |
| 33 | Speak Not in Angry Whispers                         |                 | 14 maggio 1964    |                 |
| 34 | Dolly's Dilemma                                     |                 | 21 maggio 1964    |                 |